# Саватеевы
Саватеевы — опустевшая деревня в Верхошижемском районе Кировской области в составе Мякишинского сельского поселения. 

## География
Находится на расстоянии примерно 21 км на юг-юго-запад от районного центра посёлка Верхошижемье. 

## История
Была известна с 1764 года как починок Над Протяжным ключем с населением 11 человек. В 1873 году учтено здесь (починок Над Протяжным ключем или Саватеевцы или Подвысоковский) дворов 93 и 36, в 1905  12 и 65, в 1926 (уже деревня Саватенки или Над Протяжным ключем) 15 и 91, в 1950 15 и 51. В 1989 году было учтено 12 постоянных жителей. Нынешнее название утвердилось с 1939 года. По состоянию на 2020 год деревня опустела.

## Население
Постоянное население  составляло 0 человек в 2002 году, 1 в 2010.